# Louise-Mariepark
Het Louise-Mariepark (Frans: parc Louise-Marie) is een park in de Belgische stad Namen. Het park is vernoemd naar Louise Marie van Orléans, de eerste koningin van België.

## Geschiedenis
Het park werd in 1879-1880 aangelegd op de plaats waar zich vroeger de veertiende-eeuwse vestinggracht bevond, die later een toevluchtsoord voor schepen werd. Toen de vestingmuren werden afgebroken en de gracht gedempt, werd een prijsvraag uitgeschreven voor de aanleg van een park. Deze werd gewonnen door landschapsarchitect Constantin Smits. Hij legde een park aan op twee niveaus met een landelijke uitstraling.

## Beschrijving
In het park bevinden zich een vijver als herinnering aan de vroegere gracht, grasvelden, een waterval, een kunstmatige grot en een speeltuin. Ook is er een brug die tussen 1815 en 1820 door de Nederlanders is gebouwd. Deze brug leidde voorheen naar de Brusselse Poort. In 1990 is de brug uitgegraven, zodat deze weer zichtbaar werd.
De trap aan de avenue de Stassart is een kopie van de trap die de Naamse graveur Félicien Rops ontwierp voor de tuin van zijn eigen woonhuis la Demi-Lune in Corbeil-Essonnes, ten zuiden van Parijs.